# Epitrimerus convallariae
Epitrimerus convallariae är en spindeldjursart som beskrevs av Johan Ivar Liro 1943. Epitrimerus convallariae ingår i släktet Epitrimerus, och familjen Eriophyidae. Arten är reproducerande i Sverige.